# Drobinka parvula
Drobinka parvula (лат.) — вид пауков-скакунов, единственный представитель рода Drobinka (Salticidae). Эндемик штата Ойо Нигерии (Западная Африка).
Мелкие пауки-скакуны оранжево-коричневого цвета, длина около 3 мм. Карапакс самцов имеет длину 1,1—1,3 мм и ширину 0,8—0,9 мм, длину брюшка 0,8—1,0 мм и ширину 0,7—0,9 мм. Карапакс самок имеет длину 1,1—1,3 мм и ширину 0,9—1,0 мм, длину брюшка 1,1—1,3 мм и ширину 0,9—1,0 мм. Вид был впервые описан в 2021 году польским арахнологом Wanda Wesołowska (Вроцлавский университет, Вроцлав, Польша) вместе с видами Detalik anthonyi, Detalik ibadan, Detalik idanrensis (Нигерия) и Malizna admirabilis (Уганда).